# Гуаньлун
Гуаньлун (Guanlong; піньінь 五彩 冠龙 — вимовляється як «Гуаньлун»; букв. «увінчаний короною дракон») — рід хижих ящеротазових динозаврів надродини тираннозаврових, що жили в пізньому юрському періоді (близько 161—159 млн років тому) на території нинішньої провінції Синьцзян у Китаї. Один з найдавніших представників надродини, що включає єдиний вид — Guanlong wucaii.

## Вік
Вік знахідки близько 160 млн років (юрський період), що на 92 млн років раніше появи більш відомих його родичів, таких як Tyrannosaurus. Виявлений експедицією палеонтологів з George Washington University у 2000 році у Китаї, в провінції Синьцзян і описаний у 2006 р. як новий вид і рід.

## Опис

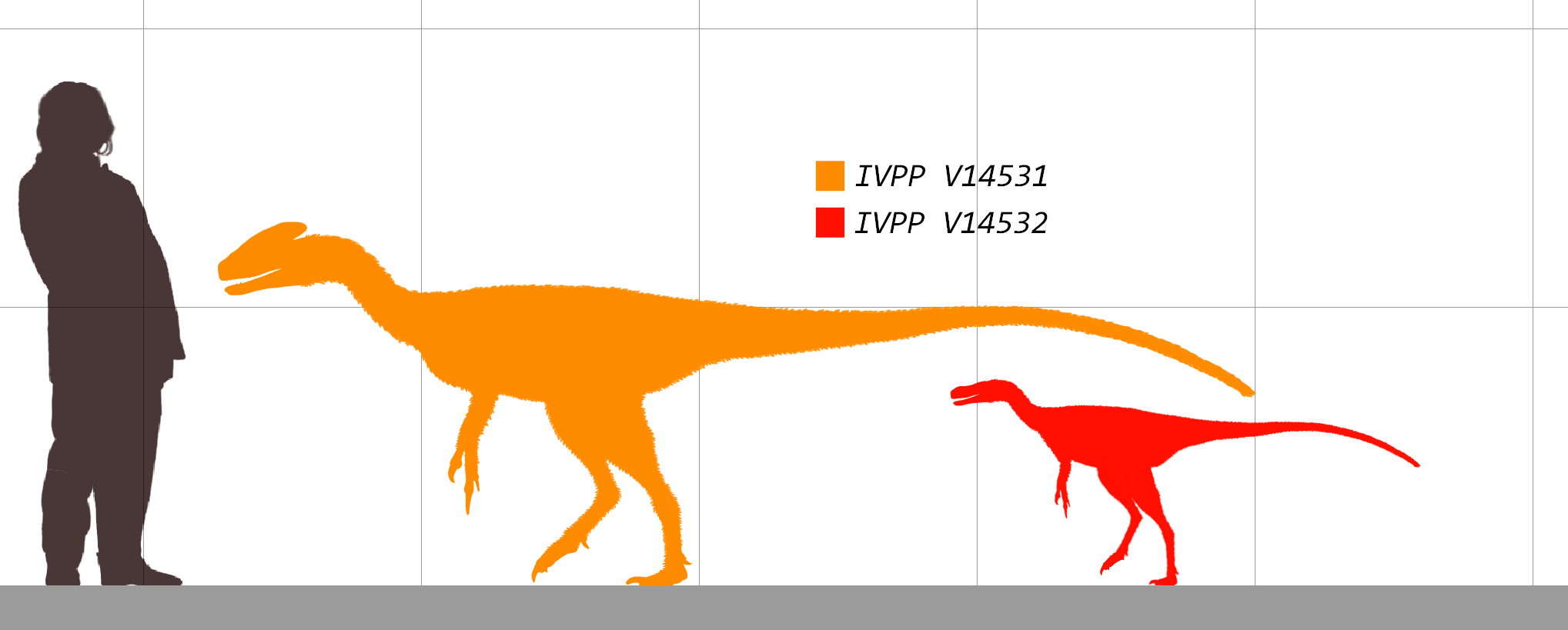
Розміри гуаньлуна у порівнянні з людиною

Завдовжки близько 3 м. Знайдено два скелети. Цей двоногий теропод має багато спільних рис з його тиранозавровими нащадками, і також деякі незвичайні ознаки, подібно до великого гребеня на його голові. На відміну від більш пізніх тиранозаврів, Guanlong мав три довгих пальці на передніх кінцівках. Це нагадує його близького родича Dilong, і подібно до останнього, можливо, мали оперення з примітивного пір'я.
Жив на території сучасної пустелі Гобі.

## Цікаві факти
Іменем Гуаньлун названо одну з популярних моделей кубика Рубіка китайського виробництва.[3]